# Faust (sage)

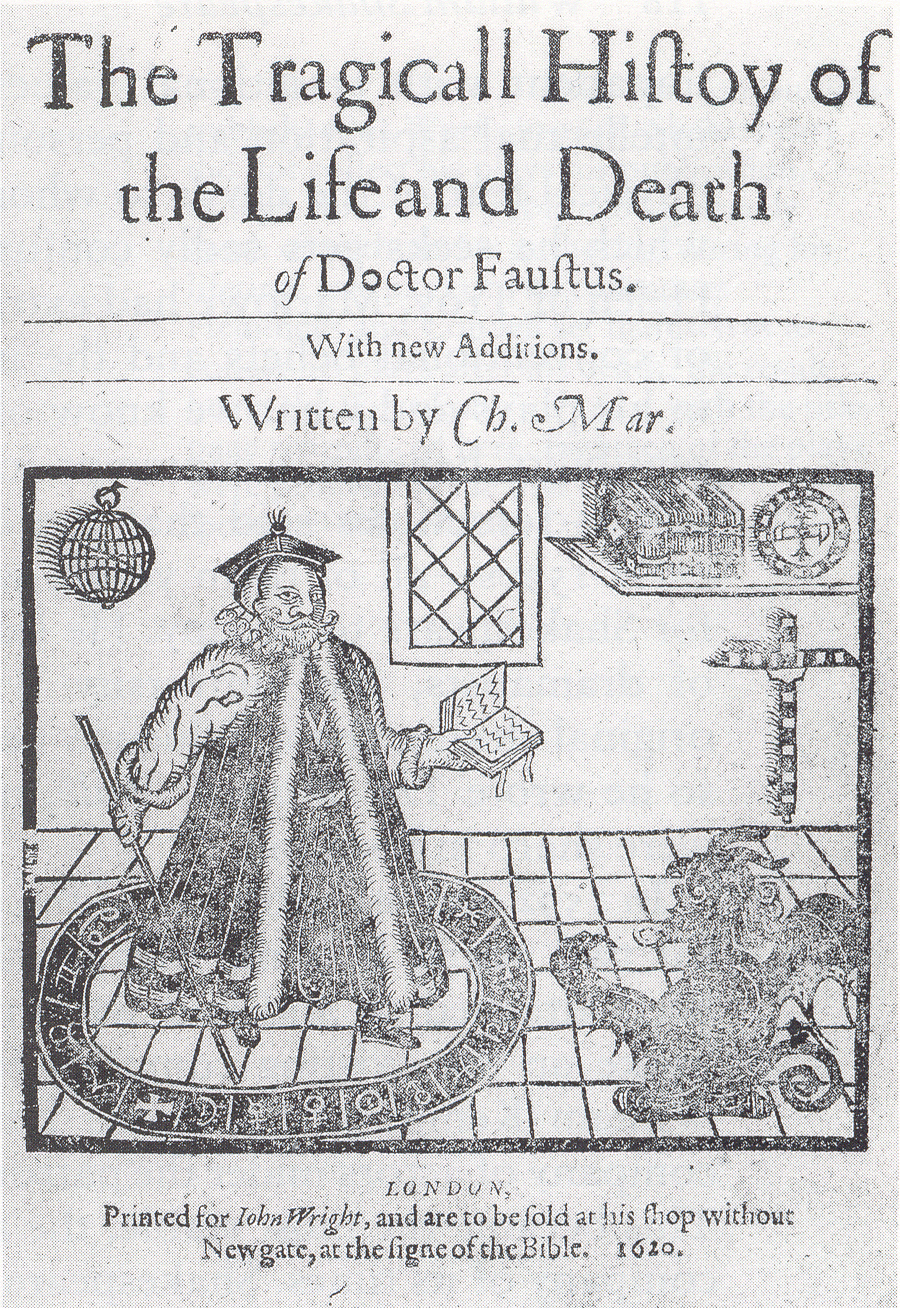
Faust of Dokter Faustus, uitgave uit 1620

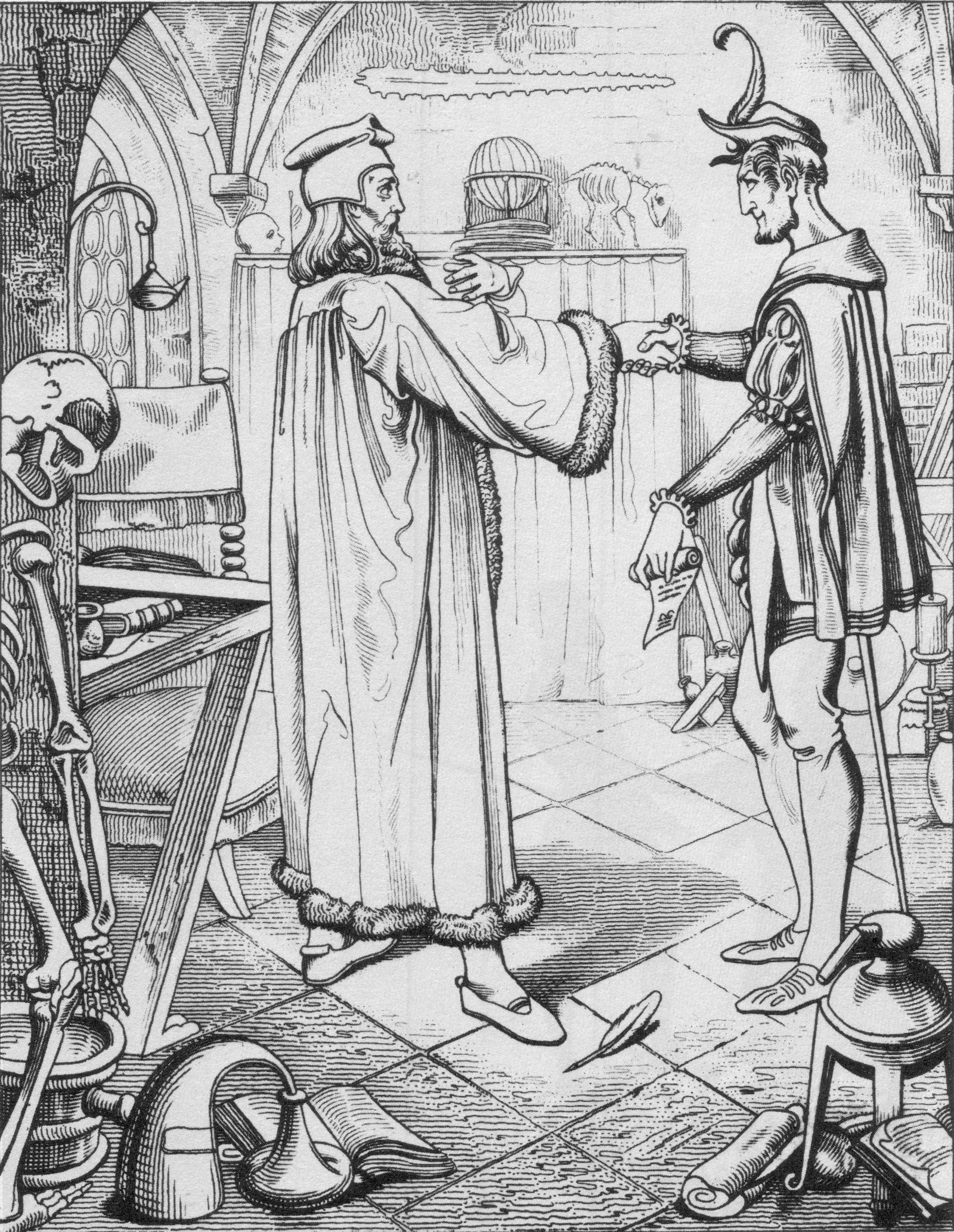
Duivelspact met Mephisto

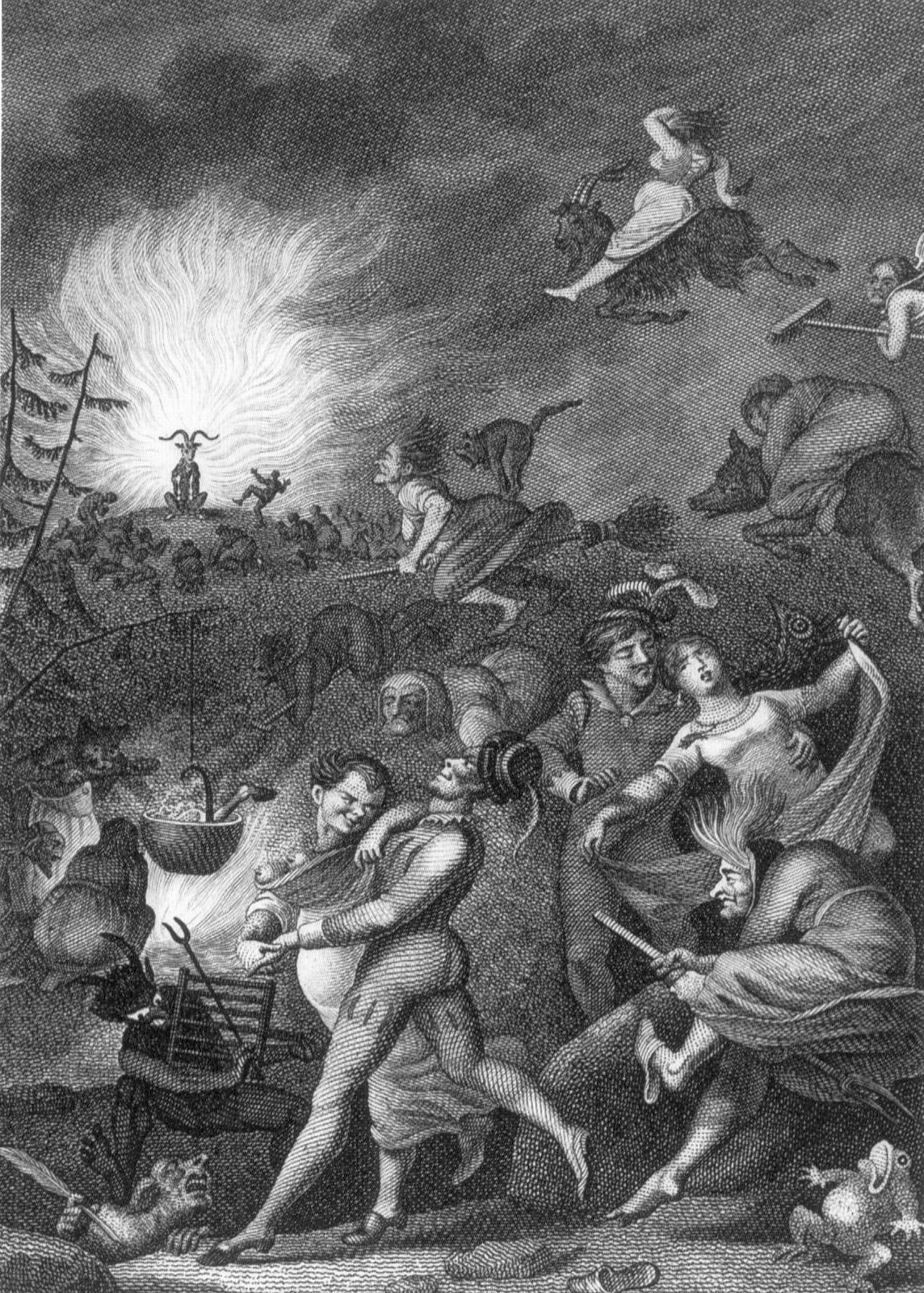
Walpurgisnacht uit Faust, 1829

Faust is een legendarische figuur, gebaseerd op de Duitse magiër en medicus Johann Faust. Gelijk met zijn dood, vermoedelijk rond 1540, ontstond het gerucht dat hij een pact met de duivel had gesloten.

## De verhalen over Faust
Een van de eerste sagen over Faust werd in 1587 gepubliceerd door Johann Spies:  Historia von D. Johann Fausten (Het verhaal van dokter J. Faust). Faust had een afspraak gemaakt met de duivel, die zich Mephistopheles noemt. Deze beloonde Faust door hem te voorzien van alle rijkdom, kennis en geneugten van het leven. Faust stelde daar tegenover dat hij na zijn dood zijn ziel opgaf. Dit verhaal is veel vertaald, en het duurde niet lang of er werd in Engeland een toneelstuk over geschreven door Christopher Marlowe: The Tragical History of the Life and Death of Doctor Faustus (1604). Later werden hier vele poppenkastvoorstellingen op gebaseerd. Hierdoor kwam Goethe met de sage van Faust in aanraking.
Faust is een gedreven geleerde die reeds alle wetenschappelijke kennis tot zich genomen en begrepen heeft, zonder dat zijn dorst naar ware kennis daardoor is gelest. Op zijn zoektocht naar wezenlijke kennis gedwongen of verleid de rationele weg te verlaten, belandt Faust op het gebied van de alchemisten, de magiërs en de duivel, een gebeurtenis waar hij niet zonder meer gelukkig mee is en behoorlijk verscheurd door raakt:
Zwei Seelen wohnen, ach! in meiner Brust.
De twee tegengestelden – rationaliteit en irrationaliteit – die verenigd moeten worden is een van de grote thema's van de romantiek en van dit boek.
De geleerde wordt meestal voorgesteld als slecht, dwaas, onmenselijk, arrogant, goddeloos, gek, amoreel en gevaarlijk. Het zijn zonderlingen die uit zijn op rijkdom, roem en succes, weliswaar volledig toegewijd aan en gefascineerd door hun werk, maar niet in staat zelfs de meest elementaire sociale contacten te onderhouden.
De duivel, Mephisto, heeft van alles op de schepping aan te merken. Hij sluit een soort weddenschap af met God, dat hij in staat is om een aardse dokter genaamd Faust te kunnen verleiden tot het slechte pad. God zelf heeft er echter vertrouwen in dat Faust zich niet zal laten verleiden.
De volgende dag maken Faust en zijn vriend Wagner een wandeling. Faust merkt hoezeer de mensen en de natuur hem waarderen, maar toch voelt hij zich verre van gelukkig. Op de terugweg zien ze een hond die Faust volgt tot in zijn studeerkamer. Als hij tegen de hond begint te praten, verandert deze in Mephisto, de duivel. Deze laat Faust in een diepe slaap vallen.
Als hij weer wakker wordt, doet Mephisto hem een voorstel: hij dient Faust op aarde, Faust dient hem daarna. Faust gaat op dit voorstel in, omdat hij ongelukkig is op aarde. Wat daarna komt, kan hem eigenlijk weinig schelen.
Als Faust verliefd wordt op Margarete, vraagt hij dan ook de hulp van Mephisto: hij wil haar koste wat het kost voor zich winnen.

## Goethes Faust
Het eerste deel van Goethes Faust werd in 1806 gepubliceerd. Het tweede deel hield Goethe verborgen tot zijn dood, waarna het in 1831 werd gepubliceerd. Zie Faust (Goethe) voor een uitgebreidere beschrijving.